# Джордан, Элизабет
Элизабет Гарвер Джордан (9 мая 1865 года – 24 февраля 1947 года) — американская журналистка, писатель, редактор, сторонник движения за предоставление женщинам избирательных прав (суфражистка). Редактировала два первых романа Синклера Льюиса,  совместно с Генри Джеймсом, написала роман "The Whole Family" . C 1900 по 1913 год была редактором женского журнала мод Harper's Bazaar .

## Жизнь и творчество
Элизабет Джордан родилась в Милуоки, штат Висконсин. В семье её родителей, Уильяма Фрэнка Джордана ( William Frank Jordan) и Маргаретт Гарвер (Margaretta Garver), Элизабет была старшей дочерью. В 1884 году Элизабет окончила среднюю школу. Обучившись стенографии в бизнес-школе, она работала журналистом, потом — секретарем Государственных школ в городе Милуоки, сотрудничала с газетами  St. Paul Globe и "Чикаго Трибьюн".
В 1890 году Элизабет переехала в Нью-Йорк и начала работать в газете Джозефа Пулитцера New York World. Ее журналистской удачей было интервью с первой леди Кэролайн Скотт Харрисон, женой 23-го Президента США Бенджамина Гаррисона. Как журналист, она получила известность публикациями рассказов  «True Stories of the News». Ее перу принадлежит серия статей об условиях жизни в многоквартирных домах в Нью-Йорке, которые были опубликованы в книге «The Submerged Tenth».  В 1895 году был издан её сборник рассказов «Tales of the City Room» . В 1897 году Элизабет была назначена помощником редактора журнала «Мир».
С 1901 по 1913 год была редактором женского журнала мод Harper’s Bazaar. В эти годы она опубликовала несколько своих романов и сборников рассказов. В их числе — популярная серия романов, героиней которых является  Майя Айверсона. Премьера её пьесы Леди Оклахомы (The Lady of Oklahoma) состоялась в апреле 1913 года на Бродвее в "Театре 48-й улицы".  Элизабет Джордан также получила известность участием в написании романа «Вся семья», описывающем жизнь семьи Талберта из Новой Англии. В числе ее соавторов были Генри Джеймс,  Уильям Дин Хоуэллс и др. писатели.  Роман был напечатан в 1907 — 1908 годах.
В 1914 году Элизабет Джордан редактировала первый роман начинающего писателя Синклера Льюиса Our Mr. Wrenn, помогала издаваться писателям-женщинам Элинор Х. Портер и Дороти Кэнфилд Фишер.
Элизабет Джордан была активиской движения суфражисток, в 1917 году она организовала написание еще одного совместного женского романа, Крепкий Дуб (The Sturdy Oak), с четырнадцатью авторами, в том числе с Фэнни Херст (Fannie Hurst), Дороти Кэнфилд Фишер (Dorothy Canfield Fisher), Мэри Хитон Ворс (Mary Heaton Vorse), Элис Дьюер Миллер, Этель Уоттс Мамфорд (Ethel Watts Mumford) и Уильям Аллен Уайт (William Allen White). Роман был напечатан в нескольких номерах еженедельного американского журнала Collier’s Weekly.
В 1918 году Элизабет Джордан была главным редактором кинокомпании "Goldwyn Pictures Corporation". В эти годы были экранизированы ее романы: Папаша и я (Daddy and I) (1934),  Освободить место для Леди (Make Way for a Lady) (1936) и Девушка в зеркале (The Girl in the Mirror) (1919). В 1938 году она опубликовала мемуары в книге Three Rousing Cheers.
Элизабет Джордан умерла в своем доме в Нью-Йорке, была похоронена во Флоренции, штат Массачусетс.